# Tatort: Verfolgt
Verfolgt ist ein Fernsehfilm aus der Krimireihe Tatort. Es ist der siebte Fall des Luzerner Ermittlers Reto Flückiger (Stefan Gubser). Der vom SRF produzierte Beitrag wurde am 7. September 2014 erstgesendet.

## Handlung
Ilka Behrens verlässt mit ihrer Tochter Mia das Haus, sie wird von einem Unbekannten mit dem Auto verfolgt. Offensichtlich will sie sich von ihrem Mann Thomas Behrens trennen. Dieser fühlt sich unterdessen in der Innenstadt ebenfalls verfolgt. Eine ältere Frau findet derweil die Tür ihrer Nachbarin Barbara Abramczik offen stehend vor. In der Küche der Wohnung findet sie eine Frauenleiche. Behrens flieht unterdessen vor vermeintlichen Verfolgern und schlägt einen Mann nieder, den er für einen Verfolger hält. Die junge Frau in der Wohnung ist wahrscheinlich an einem Genickbruch gestorben, nachdem die Frau mit dem Gesicht auf die Herdplatte gefallen war. Liz Ritschard findet schnell heraus, dass die Tote nicht Frau Abramczik, sondern eine Susanne Straub ist. Flückiger und Ritschard suchen den Ehemann der Toten auf, dieser sagt aus, dass Barbara Abramczik eine Arbeitskollegin seiner Frau ist. Warum seine Frau sich in der Wohnung der Kollegin aufhielt, weiß er nicht, sie hatte morgens ganz normal das eheliche Haus verlassen. Er dachte, sie sei ganz normal zur Arbeit gegangen.
Unterdessen haben die Kollegen Barbara Abramczik auf Teneriffa ausfindig gemacht, wo sie als Animateurin arbeitet. Per Videokonferenz befragen Flückiger und Ritschard die Frau. Ihre ehemalige Kollegin hat die Blumen für Barbara Abramczik gegossen. Sie sagt aus, dass der Ehemann der Toten sehr eifersüchtig gewesen sei. Sie glaubt, dass die Tote eine Affäre gehabt hatte. Die Kollegen ermitteln weiter, dass die Tote kurz vor ihrem Tod fünfmal von der Nummer ihres Mannes aus angerufen wurde und einmal von der Nummer von Thomas Behrens. Ilka Behrens hat unterdessen die Polizei alarmiert, weil sie sich verfolgt fühlt. Flückiger sucht Ilka Behrens auf, sie sagt ihm aufgeregt, dass der Verfolger noch im Garten ist. Flückiger kann allerdings niemanden finden. Frau Behrens berichtet von ihren Eheproblemen. Sie hat ihrem Mann eröffnet, dass sie nach Deutschland zurückkehren und die gemeinsame Tochter mitnehmen möchte. Daher kann sie sich vorstellen, dass der Verfolger von ihrem Mann beauftragt wurde, um sie unter Druck zu setzen. Die Polizei konnte auf Straubs Computer währenddessen ein Foto sicherstellen, das Frau Straub mit Thomas Behrens in intimer Pose zeigt. Flückiger zeigt das Foto Frau Behrens, die überrascht reagiert, sie hätte nichts von der Affäre ihres Mannes mitbekommen.  Behrens leitet die IT-Abteilung einer Schweizer Bank. Flückiger und Ritschard suchen diese auf.  Der Geschäftsführer der Bank sagt aus, dass Behrens seit fünf Jahren für das Haus arbeite, heute jedoch nicht zur Arbeit erschienen sei.
Behrens stoppt unterdessen einen Polizeiwagen und möchte zum Präsidium gefahren werden. Die Beamten haben mittlerweile ermittelt, dass sich seine Fingerabdrücke an der Toten in der Wohnung von Frau Abramczik befinden und auch Faserspuren seiner Kleidung von heute an der Toten. Damit steht fest, dass er am Morgen der Tat in der Wohnung war. Aber auch Herr Straub war in der Wohnung und Blut von seiner Frau wurde an seiner Kleidung gefunden. Somit gibt es zwei dringend Verdächtige. Regierungsrat Mattmann ermahnt unterdessen Flückiger wegen seiner Ermittlungen in der Bank. Behrens fleht unterdessen Flückiger an, ihm zu helfen, er sei froh, im Polizeipräsidium zu sein. Flückiger lässt ihn telefonieren, doch die Nummer, die er wählt, existiert nicht. Flückiger konfrontiert ihn damit, dass er unter Mordverdacht stehe, doch Behrens entgegnet, dass er in Gefahr sei und Schutz benötige. Er sei, als er heute Morgen das Haus verließ, von Markus Reichlin aus seiner Bank abgepasst worden. Er hätte ihm gedroht, weil sie wüssten, dass er Kontodaten der Offshore-Kunden der Bank hätte. Die Bank würde reichen Kunden durch undurchsichtige Firmenkonstrukte auf den Cayman-Islands beim Steuerbetrug helfen. Unter den Kunden seien auch hochrangige Persönlichkeiten. Die Kontodaten seien an einem sicheren Ort. Ritschard vernimmt unterdessen Straub, dieser gibt zu, seiner Frau zur Wohnung  von Frau Abramczik gefolgt zu sein und auch Thomas Behrens beobachtet zu haben, wie er in die Wohnung ging. Behrens sagt unterdessen zu Flückiger, dass er dem Steuerbetrug nicht länger zusehen wolle, es handele sich um ein hochkomplexes System. Unterdessen wertet die Polizei ein Überwachungsvideo aus, auf dem zu sehen ist, wie Behrens am Morgen seinen vermeintlichen Verfolger zusammengeschlagen hat. Dieser war jedoch nur ein harmloser Kunde. Behrens sagt aus, dass er die Daten an ein deutsches Finanzamt in Wuppertal verkaufen wollte. Straub sagt unterdessen aus, dass er wütend auf seine Frau gewesen sei  wegen der offensichtlichen Affäre. Er sei in die Wohnung gegangen und hätte seine Frau dort tot aufgefunden. Dabei habe er die Leiche angefasst, Thomas Behrens befand sich ebenfalls in der Wohnung. Flückiger konfrontiert derweil Behrens damit, dass ihn in der Steuerfahndung von Nordrhein-Westfalen niemand kenne, doch Behrens meint, es sei doch normal, dass diese jedweden Kontakt bestreiten.
Behrens sagt ferner aus, dass er die CD im Badezimmer von Frau Abramczik versteckt habe und diese unbedingt hätte wiederhaben müssen, um damit nach Deutschland zu reisen. Er habe seine Geliebte besucht und dort das Badezimmer aufgesucht, um die CD an sich zu nehmen. Während er die CD an sich nahm, habe er Schreie seiner Geliebten gehört. Er habe seine Geliebte tot aufgefunden und einen Mann im Zimmer wahrgenommen. Dann rannte er zurück ins Bad, nahm die CD an sich und floh durchs Fenster, weil der Unbekannte hinter ihm her war. Straub gibt zu, dieser Unbekannte gewesen zu sein. Behrens sagt allerdings aus, dass der Verfolger nicht Straub, sondern ein anderer Mann gewesen sei. Behrens gerät in Panik, als er mitbekommt, dass das Verhör aufgezeichnet wird und randaliert. Behrens wird daraufhin in die Psychiatrie eingewiesen. Der forensische Psychiater soll ihn eingehend untersuchen. Mattmann informiert Flückiger und Ritschard darüber, dass der deutsche Staatssekretär Demand zu Besuch in der Schweiz sei, es gehe u. a. auch um das Thema Steuerhinterziehung.
Während Mattmann Staatssekretär Demand empfängt, analysieren Flückiger und Ritschard die Aussagen von Straub und Behrens, da Straub ausgesagt hat, er habe Behrens gesehen, als er ins Bad gerannt sei, Behrens aber von einem anderen Mann als Straub verfolgt worden sei, muss einer von beiden lügen. Die beiden Kommissare suchen die Mülleimer in der Innenstadt nach dem Handy von Behrens ab und werden tatsächlich fündig. Als Flückiger einer Nummer, die Behrens kürzlich angerufen hat, ebenfalls anruft, legt der Mann gleich auf, als er merkt, dass jemand anderes am Apparat ist. Flückiger vermutet, dass dies der Mann von der Steuerfahndung in Nordrhein-Westfalen ist. Die Handy-Fotos von Behrens zeigen, dass sich dieser von aller Welt verfolgt gefühlt hat. Flückiger erhält einen Anruf von Ilka Behrens, ihr Verfolger befindet sich ihrer Aussage nach wieder im Garten. Flückiger fährt zum Haus, als er eintrifft rast ein Unbekannter in einem Geländewagen davon, Flückiger kann den Wagen nicht stoppen, sich jedoch das Kennzeichen notieren. Flückiger unterhält sich mit Frau Behrens, diese sagt aus, dass ihr Mann zu Verschwörungstheorien neigt, seine Aussagen solle man mit Vorsicht genießen. Sie und ihr Mann hätten sich auseinandergelebt, so dass sie nicht nachvollziehen kann, was in ihm vorgeht. Flückiger übernachtet im Wohnzimmer der Familie Behrens, da sich Frau Behrens nicht sicher fühlt.
Am nächsten Morgen findet ein Pfleger in der Psychiatrie Thomas Behrens erhängt in seiner Zelle, alles deutet auf Selbstmord hin. Flückiger hingegen ist sich sicher, dass Behrens exekutiert worden ist. Unterdessen kann der Halter des Fahrzeugs vor dem Haus der Familie Behrens vom Vorabend ermittelt werden, es ist auf das Detektivbüro Gerber zugelassen. Flückiger fühlt sich mittlerweile selbst beobachtet. Gerber wird vorgeladen und blockt zunächst die Fragen von Flückiger ab. Als ihn Flückiger damit konfrontiert, dass es in diesem Fall um Mord geht, sagt Gerber schließlich aus, dass es der Arbeitgeber von Thomas Behrens war, der ihn beauftragt hat, Behrens und seine Familie zu observieren. Auf dem Weg zur Bank, bei der Behrens gearbeitet hat, glaubt Flückiger, einen der angeblichen Verfolger von Thomas Behrens, die dieser mit seiner Handy-Kamera gefilmt hat, erkannt zu haben. Der Mann kann jedoch flüchten, als Flückiger ihn zur Rede stellen will. Behrens ehemaliger Vorgesetzter in der Bank sagt aus, dass Behrens tatsächlich Kontodaten gestohlen habe und er seit zwei Tagen davon wisse, deshalb habe man die Daten wiederhaben wollen. Die Kunden, deren Daten gestohlen wurden, wurden von der Bank informiert. Er habe Behrens aufgesucht, weil er hoffte, dass man sich einigen könnte. Die Drohungen gegen Behrens, von denen dieser gesprochen hatte, bestreitet er. Er habe den Detektiv dann beauftragt, „ein wenig Druck“ auf Behrens auszuüben.
Flückiger sucht den Geschäftsführer der Bank, Sonderer, auf, der mit Demand und Mattmann in einer Besprechung sitzt und holt diesen aus der Besprechung heraus. Mattmann versucht, Flückiger aufzuhalten. Sonderer rechtfertigt sich, dass er den Kontodatendiebstahl verschwiegen hat und sagt, dass er alles hätte tun müssen, um die Daten wiederzuerlangen. Flückiger mutmaßt, dass Behrens die CD mit den Kontodaten bei einem befreundeten Zahnarzt, an dessen Praxis er bei seiner Flucht vor dem Unbekannten vorbeigekommen sein muss, deponiert hat. Flückiger und Ritschard suchen die Praxis auf, tatsächlich ist der Zahnarzt im Besitz der CD, Behrens hatte diese panisch am Vortag bei ihm deponiert, der Zahnarzt sollte diese aufbewahren. Als er die CD an Flückiger übergeben will, kommt ein bewaffneter und maskierter Mann mit der Sprechstundenhilfe als Geisel hinein und nimmt die CD an sich. Flückiger verfolgt den Maskierten, dieser bringt Flückiger in seine Gewalt, seine Kollegin Ritschard kann ihren Kollegen mit einem gezielten Schuss retten. Der Bewaffnete überlebt schwer verletzt, die Identität des Mannes ist unbekannt. Er trägt eine Menge Tätowierungen, die der einzige Anhaltspunkt über seine Herkunft sein könnten. Flückiger sucht noch einmal Straub auf, der noch immer in U-Haft sitzt. Dieser gibt zu, dass er Behrens nicht in der Wohnung gesehen und auch nicht verfolgt hat, den Unbekannten kann er auf Fotos allerdings nicht identifizieren. Flückiger fällt allerdings bei der Gelegenheit auf einem der Fotos eine frische Brandwunde des Mannes auf. Da Frau Straub bei ihrem Tod auf ihren Gasherd gedrückt wurde, könnte dies ein Indiz für die Täterschaft des Mannes sein.
In einer kurzen Szene ist ein Gespräch zwischen dem Chef der Bank und dem Chef der Compliance zu sehen. Sie haben sich auf „eine Maßnahme“ geeinigt.
Als Flückiger ins Krankenhaus fährt, da der Mann jetzt vernehmungsfähig sein soll, kann er allerdings nur die Wiederbelebungsmaßnahmen und den Exitus des Mannes mitverfolgen. Während der Wiederbelebungsmaßnahmen ist ein bärtiger Pfleger zu sehen, der dem Patienten auf Geheiß Adrenalin einspritzt (möglicherweise etwas anderes). Ritschard informiert Flückiger unterdessen, dass sie auf der CD Kontodaten mit Millionenbeträgen gefunden haben, die auf den Cayman-Islands verwaltet werden. Der Mann, der immer wieder hinter den Trusts auftauche, sei der des deutschen Staatssekretärs Demand.
Flückiger wähnt sich am Ziel, doch Ritschard muss ihn darüber informieren, dass diese Konstrukte nach Schweizer Recht legal sind und dass der Staatsanwalt keinen Anhaltspunkt sieht, gegen Demand wegen Mordes zu ermitteln. Da die Daten der Bank gehören, wird nichts an die Öffentlichkeit kommen. Flückiger ruft Mattmann an und fragt ihn, ob er mit Demand über Thomas Behrens geredet habe, was dieser bejaht. Demand sitzt gerade neben ihm im Auto. Er hat ihm auch gesagt, dass Behrens in der Psychiatrie sitzt. Flückiger klärt Mattmann über Demand auf.
Der bärtige Pfleger ist zu sehen, wie er im Krankenhaus seinen Arztmantel und andere persönliche Dinge aus dem Spind in seine Tasche packt und geht. Dem Zuseher wird somit angedeutet, dass er möglicherweise von der Bank dafür bezahlt wurde, ein tödliches Mittel zu spritzen.

## Kritik
„Die Mehrzahl der bisherigen „Tatort“-Beiträge aus der Schweiz war nur bedingt sehenswert; eine echte Bereicherung stellte einzig der Karnevalskrimi „Schmutziger Donnerstag“ dar. Dank einer vorbildlichen Verknüpfung von Musik und Montage setzt „Verfolgt“ diese Qualität fort. Auch die Geschichte ist deutlich interessanter als die Plots der früheren Episoden. Ein Reiz liegt auch in den Anspielungen auf das mitunter getrübte Verhältnis zwischen Deutschland und der Schweiz. Eine notorische Schwäche bleiben die oft uninteressanten Darsteller.“